# Día a día (programa de televisión chileno)
Día a día fue un programa de televisión chileno de formato magacín, transmitido por Televisión Nacional de Chile (TVN) entre 1998 y 2004, en horario de mediodía.
El espacio abordaba principalmente temas de espectáculo nacional e internacional, junto con contenidos orientados al público femenino, como salud, belleza y estilo de vida. En su última etapa, el programa adoptó un enfoque más dirigido al público juvenil.

## Historia
El programa debutó en noviembre de 1998 con la conducción de Paulina Nin de Cardona. No obstante, su participación fue breve, ya que abandonó TVN semanas después para incorporarse a Canal 13, donde encabezó el matinal La mañana del 13. Tras su salida, la conducción pasó a manos de Ivette Vergara.
Durante su primer año, el programa presentó un formato de corte magazinesco, con un panel conformado por Matías Fuentes, Susana Palomino, el coreógrafo Said Merlez, Alicia Pedroso, Fernanda Zamora y la reportera Magdalena Montes.
En marzo de 2001, debido a un embarazo, Ivette Vergara se retiró temporalmente de pantalla, siendo reemplazada por Rafael Araneda, quien permaneció en la conducción hasta el 31 de diciembre de 2001. Durante este período, el periodista Víctor Gutiérrez se encargó de los comentarios de espectáculos.
Vergara regresó en marzo de 2002, encabezando una etapa enfocada exclusivamente en noticias del espectáculo, acompañada por las comentaristas Carolina Brethauer y María Fernanda García-Huidobro. Sin embargo, a mediados de año tomó una segunda licencia maternal, siendo reemplazada en septiembre por Bárbara Rebolledo.
A pesar de que la temporada anterior promedió 10 puntos de rating, en 2003 el canal optó por reformular el programa, centrándolo en temáticas asociadas a la mujer contemporánea. En esta nueva etapa, Rebolledo continuó como conductora, sumándose  y la Monserrat Álvarez y la actriz Elena Muñoz al equipo.
Debido a la baja en la sintonía, el programa fue trasladado al horario de la tarde bajo el nombre Día a día PM, adoptando un enfoque más juvenil. En esta última etapa se mantuvo Rebolledo en la conducción, incorporándose Jaime Coloma como coanimador.
El programa finalizó sus transmisiones el 2 de enero de 2004.

## Equipo

### Presentadores
- Paulina Nin de Cardona (nov. de 1998)[4]
- Ivette Vergara (nov. de 1998–dic. de 2000 / mar.–ago. de 2002)
- Rafael Araneda (mar.–dic. de 2001)
- Bárbara Rebolledo (ago. de 2002–ene. de 2004)[8]

### Panelistas
- Willy Geiser (1999)
- Matías Fuentes (1999)
- Susana Palomino (1999–2000)
- Said Merlez (1999–2000)
- Alicia Pedroso (1999–2000)
- Fernanda Zamora (1999–2000)
- Víctor Gutiérrez (2001)
- Carolina Brethauer (2002)
- Karen Rodovalho (2002)
- Michele Canale (2002)
- Giancarlo Petaccia (2002)
- Hotuiti Teao (2002)
- Marlén Olivarí (2002)
- Titi García-Huidobro (2002)
- Monserrat Álvarez (2003)
- Elena Muñoz (2003)
- Jaime Coloma (2003–2004)